# Севарейд, Эрик
Арнольд Эрик Севарейд (англ. Arnold Eric Sevareid; 26 ноября 1912 года — 9 июля 1992 года) — тележурналист компании CBS c 1939 по 1977 годы. Входил в группу элиты военных корреспондентов, принятых на работу выдающимся журналистом Эдвардом Мэроу (так называемые «Парни Мэроу»). Стал первым, кто сообщил о взятии Парижа немецкими войсками во время Второй мировой войны. Во время перелёта в Бирму самолёт Севарейда был сбит, и его пришлось спасать американским военным из-за линии фронта. Севарейд стал последним журналистом, взявшим интервью у Эдлая Стивенсона перед его смертью. В конце карьеры последовал примеру Мэроу и выступал в качестве телекомментатора в вечерних новостях CBS течение 12 лет, за что был удостоен Премии Пибоди и «Эмми».

## Ранние годы
Арнольд Эрик Севарейд родился в городе Велва (штат Северная Дакота) в семье Альфреда и Клары Севарейд. Он имел норвежское происхождение и всю жизнь ощущал связь с Норвегией. После банкротства городского банка его семья в 1925 году переселилась в Майнот, а затем — в Миннеаполис, штат Миннесота. В 1935 году Эрик Севарейд закончил Миннесотский университет.
Любовь к путешествиям проявилась в Севарейде с юного возраста. Сразу после окончания школы он с другом Уолтером Портом отправился в поездку в Йорк-Фэктори на побережье Гудзонова залива, профинансированную газетой Minneapolis Star. Друзья прошли на каноэ вверх по реке Миннесоте и её притоку Малой Миннесоте до Браунс-Валли, перешли в озеро Траверз и по рекам Буа-де-Сис и Ред-Ривер спустились в озеро Виннипег. Отсюда по рекам Нельсон, Годс и Хейс они добрались до Гудзонова залива и цели их путешествия, преодолев в общей сложности 3620 км. В результате на свет появилась книга Canoeing with the Cree, которая до сих пор востребована читателями.

## Начало карьеры
Первую работу журналиста Севарейд получил в 18 лет, будучи студентом Миннесотского университета. Он писал статьи по политической науке для Minneapolis Journal. Обучение Севарейд продолжил в Лондоне, а затем — в парижской Сорбонне, где также работал в качестве редактора в
United Press. Затем он получил раздел городских новостей в газете Paris Herald Tribune.

## Вторая мировая война
Эрик Севарейд оставил работу в Paris Herald Tribune после того, как был приглашён в качестве парижского корреспондента на CBS. В 1940 году он сообщил в эфире о падении Парижа и последовал за французским правительством в Бордо и Виши, после чего покинул Францию, направившись в Лондон. Севарейд вместе с Эдвардом Мэроу освещал Битву за Британию и впоследствии называл Мэроу человеком «который его открыл».
Вскоре Севарейд вернулся в Вашингтон. Здесь в июле 1942 года Севарейда назначили главой вашингтонского бюро CBS .
2 августа 1943 года Севарейд на борту самолёта Кёртисс-Райт C-46 летел над Бирмой вместе с грузом для китайских союзников. Из-за неполадок с двигателем экипаж был вынужден покинуть машину. Севарейд, вооружившись бутылкой джина, выпрыгнул с парашютом. Чтобы эвакуировать группу из-за линии фронта, был создан специальный отряд, который успешно выполнил задание.
Позднее Севарейд направился в Югославию, где освещал борьбу партизан под руководством Броз Тито.

## Послевоенная карьера
Севарейд продолжил работу на СBS по окончании войны. В 1946 году он вёл репортаж об образовании ООН, а затем написал автобиографическую книгу Not So Wild a Dream. Книга выдержала 11 переизданий и стала главным источником сведений о жизни поколения американцев, прошедших через Великую депрессию и ужасы Второй мировой войны
.
Севарейд всегда считал себя пишущим журналистом и испытывал дискомфорт перед микрофоном, и ещё больший — перед телекамерой. Тем не менее, он часто появлялся в новостных телепередачах CBS в послевоенные годы, а в середине 1950-х вёл научную передачу Conquest. С 1946 по 1954 годы он также возглавлял вашингтонское бюро CBS и был одним из критиков антикоммунистической политики сенатора Джозефа Маккарти. В этот период журналистом заинтересовалось ФБР.
Обязательными репортажами Севарейда стало освещение президентских выборов с 1948 по 1976 годы.

### Расследование ФБР
Внутренние документы ФБР, рассекреченные в 1996 году, показали, что агентство пристально изучало репортажи Севарейда в 1940-е и начале 1950-х годов. За это время Севарейд был замечен на мероприятиях, проведённых различными коммунистическими организациями, а также в деятельности, которую признали нелояльной. Однако к апрелю 1953 года ФБР заключило, что дополнительных изысканий в отношении Севарейда проводить не требуется.

### Европейский корреспондент
С 1959 по 1961 годы Севарейд выступал в роли европейского корреспондента CBS. Он подготовил несколько передач и в нескольких выступил в качестве комментатора, среди них были Town Meeting of the World, The Great Challenge, Where We Stand и Years of Crisis.

### Последнее интервью Эдлая Стивенсона
Одним из величайших достижений Севарейда стало эксклюзивное интервью Эдлая Стивенсона, которое тот дал незадолго до смерти. По странному стечению обстоятельств, интервью не пошло в эфир, а было опубликовано в журнале Look. Тем не менее, интервью познакомило зрителей всего мира с Севарейдом.

### CBS Evening News

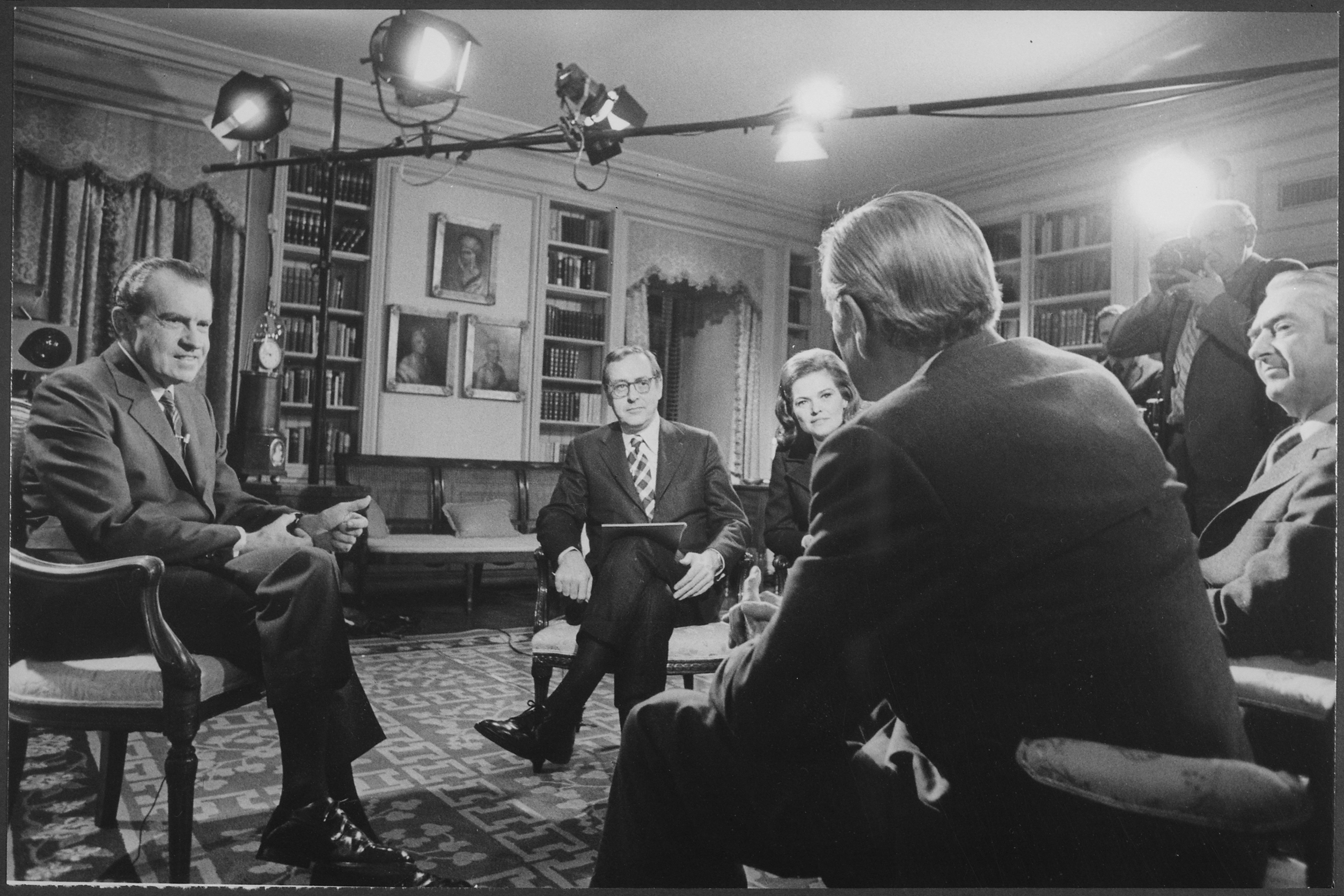
Ричард Никсон беседует с журналистами (Эрик Севарейд сидит спиной к камере)

22 ноября 1963 года Севарейд присоединился в телевизионном эфире к Уолтеру Кронкайту с комментарием об убийстве Джона Кеннеди. С 1964 до отставки в 1977 году Севарейд появлялся в вечерних новостях С Уолтером Кронкайтом, предлагая двухминутный обзор событий, за что был прозван своим коллегой «серым кардиналом». За работу комментатора Севарейд был удостоен Премии Пибоди и «Эмми».
В своих обзорах Севарейд касался различных важных тем дня. После поездки в 1966 году в Южный Вьетнам, он указал, что продолжение войны не будет мудрым решением и Соединённым Штатам следует искать пути к переговорам. Он также приложил усилия, чтобы сохранить традицию, заложенную Мэроу в передаче Person to Person. В аналогичной программе Conversations with Eric Sevareid журналист брал интервью у таких известных лиц, как канцлер Западной Германии Вилли Брандт и романист Лео Ростен. А в самопародии на передачу Севарейд взял интервью у короля Георга III, в роли которого выступил Питер Устинов.
В 1983 году Севарейд появился на PBS, представив документальный сериал Enterprise, посвящённый тому, как в Америке рассказывают о бизнесе.

## В кино
В 1980-е годы Эрик Севарейд несколько раз появлялся в кино и телефильмах в роли самого себя. Его фильмография включает телесериал «Такси» (1980), фильм «Парни что надо» (1983) и телесериал Call to Glory (1985).
Чрезмерно патриотичный орёл Сэм из «Маппет-шоу» страдает севарейдианским комплексом.

## Смерть
Эрик Севарейд умер от рака желудка 9 июля 1992 года в возрасте 79 лет. Речь на его похоронах произнёс Дэн Разер. У Севарейда остались жена, два сына от первого брака и дочь от второго брака.

## Признание
- Rough Rider Award — премия штата Северная Дакота.
- Премия Пибоди (1950)
- Премия Альфреда дю Пона (1954)
- Overseas Press Club Award (Lowell Thomas Award, 1955)
- «Эмми» (1955)
- «Эмми» (1958)
- Премия Пибоди (1964)
- New York Newspaper Guild Page One Award (1965)
- Overseas Press Club Award (1966)
- Overseas Press Club Award (1967)
- Премия Пибоди (1976)
- Harry S. Truman Award (1981)

В 1984 году Эрик Севарейд включён а Зал славы Американской телевизионной академии.
5 октября 2007 года Почтовая служба США объявила о выпуске в честь пяти выдающихся американских журналистов серии почтовых марок, на одной из которых изображён Эрик Севарейд.